# 中滿泉
中滿泉（1963年—），日本國際關係學者、聯合國官員，其於2017年3月29日經联合国秘书长安东尼奥·古特雷斯任命為聯合國裁军事务副秘書長，為第一位日本出身的女性聯合國副秘書長。中滿泉于2008年加入联合国，曾担任联合国开发计划署的助理秘书长、助理署长和危机应对组组长。
中滿泉的丈夫為瑞典外交官馬格努斯·萊納特松（Magnus Lennartsson），其歷任瑞典駐華大使館一等秘書、瑞典駐日大使館公使副館長及瑞典常駐紐約聯合國代表處副常駐代表等職。夫妻倆育有2女。